# Буканан (Вирџинија)
Буканан (енгл. Buchanan) град је у америчкој савезној држави Вирџинија. По попису становништва из 2010. у њему је живело 1.178 становника.

## Демографија
Према попису становништва из 2010. у граду је живело 1.178 становника, што је 55 (4,5%) становника мање него 2000. године.
| Група             | 2000.         | 2010.         |
| Белци             | 1.112 (90,2%) | 1.093 (92,8%) |
| Афроамериканци    | 98 (7,9%)     | 37 (3,1%)     |
| Азијати           | 4 (0,3%)      | 2 (0,2%)      |
| Хиспаноамериканци | 9 (0,7%)      | 9 (0,8%)      |
| Укупно            | 1.233         | 1.178         |